# 网球拍定理

網球拍的三個主軸

网球拍定理或者中间轴定理，又称贾尼别科夫效应或扎尼别科夫效应（Dzhanibekov Effect）是经典力学中描述自由刚体运动时欧拉方程的解，该刚体可以绕三个不同的主轴旋转，并且三个转动惯量互不相等。因为该现象由俄罗斯宇航员弗拉基米尔·扎尼别科夫于1985年在太空中发现，因以為名。1991年的一篇论文解释了该效应，不過此現象在至少150年前就已被發現。
该定理所描述的現象為：剛體繞著第一個和第三個主轴轉動時很穩定，但繞居中的主軸轉動時則不穩定。我們可以用下面的实验来解释：握住拍柄使得拍面呈水平，然後將球拍拋至空中，繞著垂直握把的水平軸（圖中 ê2）旋轉，再試著接住球拍。旋轉過程中，拍面自身很可能也會轉了半圈，以致不容易接住。相對而言，如果是繞著握把軸（圖中 ê1）或是與拍面垂直的軸（ê3）旋轉，則可以不造成其他軸旋轉半圈。
事实上，该实验可以用任意有三个不同转动惯量的物体来实现，例如书本或者电视遥控器。只要旋转轴稍微与第二主轴不同，该现象就会发生，不依赖于空气阻力或者重力。

網球拍繞三個軸旋轉的影片。中間那格從亮邊翻轉到了暗邊。

## 数学描述
自由转动时，欧拉方程的形式为
{\displaystyle {\begin{aligned}I_{1}{\dot {\omega }}_{1}&=(I_{2}-I_{3})\omega _{2}\omega _{3}~~~~~~~~~~~~~~~~~~~~{\text{(1)}}\\I_{2}{\dot {\omega }}_{2}&=(I_{3}-I_{1})\omega _{3}\omega _{1}~~~~~~~~~~~~~~~~~~~~{\text{(2)}}\\I_{3}{\dot {\omega }}_{3}&=(I_{1}-I_{2})\omega _{1}\omega _{2}~~~~~~~~~~~~~~~~~~~~{\text{(3)}}\end{aligned}}}
这里，{\displaystyle I_{1},I_{2},I_{3}}为三个转动惯量，并假设{\displaystyle I_{1}>I_{2}>I_{3}}。{\displaystyle \omega _{1},\omega _{2},\omega _{3}}为三个相应的角速度，{\displaystyle {\dot {\omega }}_{1},{\dot {\omega }}_{2},{\dot {\omega }}_{3}}为其时间导数。
现在研究绕主轴1旋转的情况，要确定平衡状态的性质，可以假设另外两个初始角速度都非常小，从而{\displaystyle ~{\dot {\omega }}_{1}}也非常小，所以{\displaystyle \omega _{1}}与时间的关系可以忽略掉。
然后对方程(2)求导，并把{\displaystyle {\dot {\omega }}_{3}}到代入其中，从而有
{\displaystyle {\begin{aligned}I_{2}I_{3}{\ddot {\omega }}_{2}&=(I_{3}-I_{1})(I_{1}-I_{2})(\omega _{1})^{2}\omega _{2}\\\end{aligned}}}
值得一提的是，注意，现在{\displaystyle \omega _{2}}的符号发生了变化，所以绕着这根轴旋转是稳定的。
对于{\displaystyle I_{3}}也是类似的原因，也是稳定的。
现在将一样的分析应用到{\displaystyle I_{2}}上，这一次是{\displaystyle {\dot {\omega }}_{2}}非常小，{\displaystyle {\omega }_{2}}与时间的关系可以忽略。
对方程(1)求导，并把{\displaystyle {\dot {\omega }}_{3}}到代入其中，从而有
{\displaystyle {\begin{aligned}I_{1}I_{3}{\ddot {\omega }}_{1}&=(I_{2}-I_{3})(I_{1}-I_{2})(\omega _{2})^{2}\omega _{1}\\\end{aligned}}}
注意，{\displaystyle \omega _{1}}的符号保持不变（角速度会增长），所以绕主轴2旋转不稳定。因此，一个很小的扰动就会使物体发生"翻转"。